# Finantsinspektsioon
Finantsinspektsioon (Autoridad de Supervisión y Resolución Financiera de Estonia) es una autoridad de supervisión financiera y resolución de crisis con responsabilidades y presupuesto autónomos, que actúa en nombre del Estado de Estonia y es independiente en su toma de decisiones.
Finantsinspektsioon realiza la supervisión estatal sobre bancos, compañías de seguros, intermediarios de seguros, empresas de inversión, gestores de fondos, fondos de inversión y de pensiones, instituciones de pago, instituciones de dinero electrónico, prestamistas e intermediarios de crédito, así como sobre el mercado de valores mobiliarios, todos operando bajo licencias de actividad concedidas por la Finantsinspektsioon.